# Bokeo International Airport
Il Bokeo international airport (Lao: ສະໜາມບິນສາກົນບໍ່ແກ້ວ) è un aeroporto internazionale situato nella provincia di Bokeo, nel nord-ovest del Laos (IATA: BOR, ICAO: VLBK). Con un'area di 314 ettari e 5.478 metri quadrati, l'aeroporto è il terzo aeroporto più grande del Laos dopo Aeroporto Internazionale di Wattay e l'Aeroporto internazionale di Luang Prabang e ha una superficie di 2.700 metri con la pista estensibile fino a 3.000 metri..
La costruzione dell'aeroporto è iniziata nel settembre 2020 dopo che è stato deciso che era necessario un aeroporto più grande nella provincia di Bokeo per gestire l'aumento del numero di turisti nell'area, in particolare persone che visitavano la Zona economica speciale del Triangolo d'oro ed è stato finanziato dal governo cinese.
Il suo terminal può ospitare 600 persone e si prevede che, una volta pienamente operativo, gestirà fino a 2 milioni di passeggeri ogni anno.